# Зе Турбо
Жуниор Жозе Корея (на португалски: Júnior José Correia) е бисау-гвинейски футболист, играещ като нападател за руския Пари (Нижни Новгород) и националния отбор на Гвинея-Бисау. Участник в Купата на африканските нации 2023, където бележи втория гол за отбора си срещу Екваториална Гвинея при загубата с 2:4. 

## Успехи
Грасхопър (Цюрих)
- Чалъндж лига (2 ниво)